# حوزه‌های انتخابیه مجلس شورای اسلامی در استان زنجان

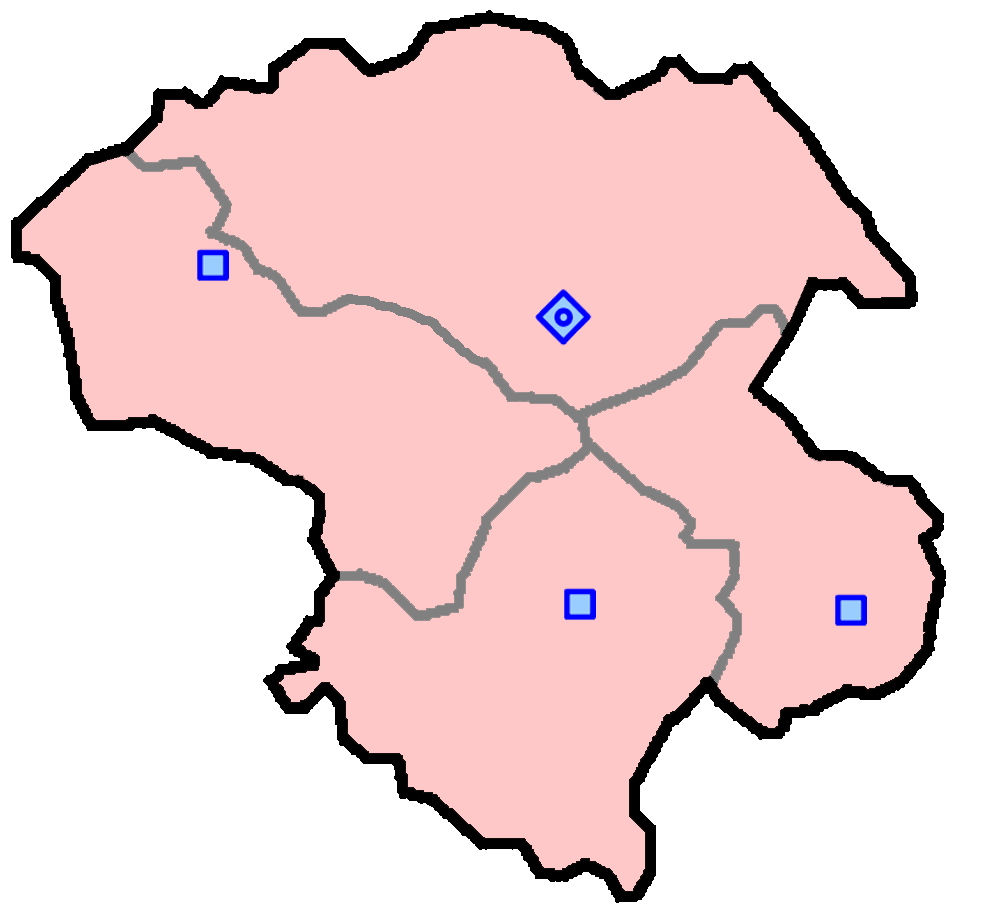
حوزه‌های انتخاباتی استان زنجان

استان زنجان ۴ حوزه برای انتخابات مجلس دارد که در مجموع ۵ نماینده را در بر می‌گیرد. این حوزه انتخابی جزء حوزه‌هایی می‌باشد که به طور آزمایشی طرح انتخاباتی به صورت استانی برگزار خواهد شد.
| مرکز    | حوزه             | شهرستان‌ها | بخش‌ها | کرسی | نقشه | جمعیت  |
| ------- | ---------------- | --------- | --- | ---- | ---- | ------ |
| زنجان   | زنجان و طارم     | زنجان     | شهر زنجان، مرکزی (به جز دهستان‌های قلتوق و بوغداکندی)، زنجانرود و قره‌پشتلو                                         | ۲    |      | ۵۶۷۹۴۳ |
| زنجان   | زنجان و طارم     | طارم      | آب‌بر، مرکزی طارم و چورزق                                                                                          | ۲    |      | ۵۶۷۹۴۳ |
| ابهر    | ابهر و خرمدره    | ابهر      | شهر ابهر و مرکزی                                                                                                  | ۱    |      | ۳۴۶۰۲۱ |
| ابهر    | ابهر و خرمدره    | خرمدره    | شهر خرمدره و مرکزی                                                                                                | ۱    |      | ۳۴۶۰۲۱ |
| ماهنشان | ماه‌نشان و ایجرود | ماهنشان   | شهر ماهنشان، مرکزی، انگوران (نیز دهستان‌های قلتوق و بوغداکندی از بخش مرکزی زنجان به این حوزه انتخابیه مربوط می‌شود) | ۱    |      | ۷۶۰۶۶  |
| ماهنشان | ماه‌نشان و ایجرود | ایجرود    | شهر ایجرود، مرکزی، حلب                                                                                            | ۱    |      | ۷۶۰۶۶  |
| ماهنشان | ماه‌نشان و ایجرود | زنجان     | دهستان‌های قلتوق و بوغداکندی از بخش مرکزی                                                                          | ۱    |      | ۷۶۰۶۶  |
| خدابنده | خدابنده          | خدابنده   | شهر قیدار، خدابنده، سجاس‌رود، بزینه‌رود و افشار                                                                     | ۱    |      | ۱۶۴۴۹۳ |

## پی‌نوشت و منبع
- «جدول حوزه‌های انتخابیه در انتخابات نهمین دورهٔ مجلس شورای اسلامی» (PDF). مرکز پژوهش و سنجش افکار صدا و سیما. بایگانی‌شده از اصلی (PDF) در ۵ اكتبر ۲۰۱۸. دریافت‌شده در ۲۵ ژوئیه ۲۰۱۵. تاریخ وارد شده در |archive-date= را بررسی کنید (کمک)
- «طرح اصلاح قانون تعیین محدودهٔ حوزه‌های انتخاباتی مجلس شورای اسلامی». مرکز پژوهش‌های مجلس شورای اسلامی. ۲۰ تیر ۱۳۹۱. بایگانی‌شده از اصلی در ۲۲ ژوئیه ۲۰۱۵. دریافت‌شده در ۲۵ ژوئیه ۲۰۱۵.